# Question Coimbrã
La Question Coimbrã est une polémique qui agita le monde littéraire portugais pendant six mois de l'année 1866. Elle opposait les partisans du romantisme réunis autour de la figure d'António Feliciano de Castilho à de jeunes écrivains et intellectuels étudiants à Coimbra ouverts aux idées nouvelles venues d'Europe. Cette polémique marque les débuts d'une évolution littérature portugaise mais, plus généralement, elle est le premier signe de rénovation idéologique et politique dans le Portugal du XIXe siècle.  

## Les protagonistes
D'un côté, Castilho, devenu le parrain officiel d'écrivains plus jeunes comme Ernesto Biester, Tomás Ribeiro ou Manuel Joaquim Pinheiro Chagas. Il faut dire que son influence et ses relations lui ont permis de faciliter la vie littéraire à de nombreux nouveaux venus, services qui lui sont rétribués par des éloges (Antero de Quental parlera d'eux comme de l'école de l'éloge mutuel). 
Ces artistes se veulent les défenseurs de l'académisme, du formalisme et du romantisme, styles qui caractérisent la production littéraire passée. Ils rejettent les nouvelles formes littéraires, le réalisme et le naturalisme notamment.  
Face à ce conservatisme, on trouve Antero de Quental et les partisans d'une intervention et d'une rénovation dans la vie politique et culturelle portugaise. Ces jeunes écrivains et intellectuels qui vont se distinguer dans le futur, se regroupent sous le terme de Génération de 70.

## La polémique
En 1865, invité à écrire la postface d'un poème de Pinheiro Chagas, Castilho profite de l'occasion
pour critiquer, sous la forme d'une lettre à l'éditeur António Maria Pereira, un groupe de jeunes de Coimbra qu'il accuse d'exhibitionnisme, de manque de clarté intentionnel et l'abordage de thèmes qui n'ont rien à voir avec la poésie ; il les accusait également de manquer de bon sens et de bon goût. Les écrivains mentionnés étaient Teófilo Braga, Antero de Quental et Vieira de Castro, le seul qu'il daignait épargner.
Antero de Quental lui répond par une lettre intitulée Bon sens et Bon goût, dans laquelle il défend l'indépendance des jeunes écrivains; il souligne l'importance de la mission des poètes d'une époque de grandes transformations en cours et la nécessité d'être les messagers des grandes questions idéologiques de l'époque, tout en soulignant le ridicule, la futilité et l'insignifiance de la poésie de Castilho.  
Teófilo Braga, solidaire d'Antero, publie un texte dans lequel il affirme que Castilho ne devait sa célébrité qu'au fait d'être aveugle. Antero prend le relais en défendant la nécessité de créer une littérature qui soit à la hauteur des thèmes les plus importants de l'actualité. Les interventions, dans lesquelles l'origine du conflit est peu à peu mise de côté, se poursuivent de part et d'autre. Néanmoins le ton irrévérencieux avec lequel Antero s'était adressé aux cheveux blancs du vieil écrivain et la référence à sa cécité par Teófil Braga firent grand bruit. 
C'est ce qui impressionna le plus Ramalho Ortigão, qui dans un opuscule intitulé La littérature d'aujourd'hui, en 1866, dénonçait la grossièreté de ces jeunes artistes, tout en affirmant ne pas comprendre ce qui était réellement en jeu dans ce débat. Cet opuscule donne lieu à son tour à un duel entre son auteur et Antero. Un nouvel article écrit cette fois par Camilo Castelo Branco, favorable à Castilho ne suscitera pas de réactions. En réalité, rien ne fut rajouté aux deux publications faites par Antero, durant les longs mois que dura la polémique. Eça de Queiroz, dans son roman Le crime du Padre Amaro, prendra, de manière implicite, parti pour les jeunes écrivains.
Cette bataille se poursuivra avec la tenue des Conférences du Casino en 1871.

## Référence de traduction
- (pt) Cet article est partiellement ou en totalité issu de l’article de Wikipédia en portugais intitulé « Questão Coimbrã » (voir la liste des auteurs).